# 104th Fighter Wing
La 104th Fighter Wing (104 FW) est une unité de la Massachusetts Air National Guard (en), stationnée sur l'aéroport régional de Westfield-Barnes (en) (Barnes Air National Guard Base), dans le Massachusetts. Lorsqu'elle est activée au service fédéral, l'unité est gérée par l'Air Combat Command de la United States Air Force.
Dans sa mission au profit de l'État, la 104th Fighter Wing est une composante de la force aérienne de la Massachusetts National Guard (en).

## Présentation
La 104th Fighter Wing possède des F-15 Eagle et agit au profit de l'Air Force en temps de guerre, effectuant une variété de missions incluant la police du ciel (Air Control Alert - ACA) 24 heures sur 24 et 7 jours sur 7 pour protéger le corridor nord-est des États-Unis.
En plus de la mission ACA, l'unité hautement décorée fournit des unités de combat opérationnelles, des unités de soutien au combat et du personnel qualifié en service actif. Son objectif est d'organiser, d'entraîner et d'équiper le personnel affecté pour fournir un escadron opérationnel à l'Air Combat Command.

## Unités
La 104th Fighter Wing est composée des :
- 104th Operations Group

- 131st Fighter Squadron (en)
- 104th Maintenance Group
- 104th Mission Support Group
- 104th Medical Group

## Héraldique
La 104th Fighter Wing compte neuf prix Air Force Outstanding Unit Awards.
L'emblème multicolor de la 104th est fièrement porté par le 131st Fighter Squadron (en) et la 104th Fighter Wing, et a une signification symbolique comme expliqué ci-dessous:
- Bleu et jaune: Couleurs de l'Air Force
  - Le bleu fait allusion au ciel, le théâtre principal des opérations de l'Air Force
  - Le jaune fait référence au soleil et à l'excellence requise du personnel de l'Air Force

- Avion dans le ciel:  Représente la mission principale - la capacité de combat grâce à la puissance aérienne
- Éclair:  Représente le désir de frapper
- Cinq étoiles:  Représente le 131st Fighter Squadron, symbolisé par leur configuration 1-3-1
- Couronne et points de couronne:  Représente la diversité ethnique des hommes et des femmes qui ont fondé la 104th
- Deux fleur de lis:  Représente les déploiements d'unités vers et depuis la France pendant le blocus de Berlin en 1961 par l'Union soviétique

## Historique
En 1946, le National Guard Bureau autorise une unité de la Garde nationale aérienne dans l'ouest du Massachusetts. Le 24 février 1947, l'unité est reconnue au niveau fédéral comme 131st Tactical Fighter Squadron, 131st Utility Flight, 131st Weather Flight et comme détachement B du 202nd Air Services Group.
L'unité reçoit son premier avion, le P-47 Thunderbolt I, à l'hiver 1949, et est choisie pour effectuer un survol pour l'intronisation du président Truman. Cette année-là, la première édition du journal de l'unité, appelé "Thunderbolt", est également publié. Le journal est par la suite nommé «Airscoop» et remporte trois prix du département de la Défense (DOD) dans des compétitions nationales.
Le 131st FIS devient l'escadron navigant du groupe. Les autres escadrons affectés au groupe sont alors le 104th Headquarters, le 104th Material Squadron (maintenance), le 104th Combat Support Squadron et le 104th USAF Dispensary.
En 1950, l'unité reçoit le Trophée Spaatz sur la base de ses réalisations en matière de maintenance, de personnel, de formation, de sécurité, d'approvisionnement et de compétence globale. Puis, en 1951, le 131st Fighter Squadron reçoit le P-51 Mustang Fighter pendant trois ans jusqu'à ce que le F-94 Starfire Fighter fasse définitivement rentrer le 131th dans l'ère des avions à réaction. La Guard Base at Barnes Airport est inaugurée le 19 octobre 1952.
En 1954, le 131st prend en charge l'alerte de défense aérienne de l'aube au crépuscule avec ses avions F-94. En avril 1956, le 104th Fighter Group est créé, sa mission est alors la défense aérienne du Massachusetts.

### Tactical Air Command
La mission de défense aérienne prend fin le 10 novembre 1958 lorsque la Massachusetts Air Guard et ses unités sont réaffectées au Tactical Air Command (TAC) et reçoivent alors des chasseurs-bombardiers F-86H Sabre. Au cours des années 1950 et au début des années 1960, une meilleure formation et un meilleur équipement, ainsi que des relations plus étroites avec l'Air Force améliorent considérablement l'état de préparation de la Massachusetts Air National Guard.

#### 1961 - Fédéralisation pour soutenir Berlin

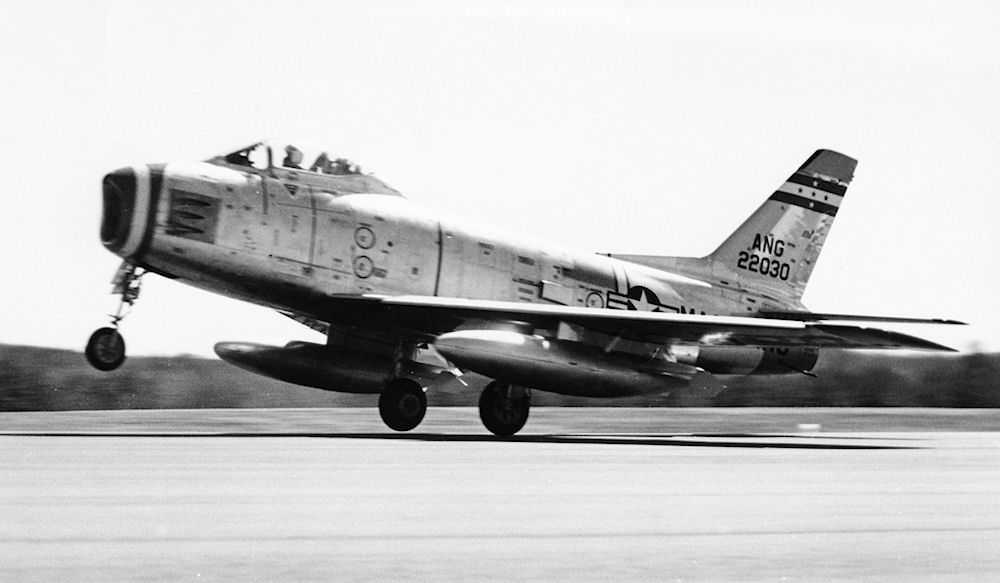
F-86H Sabre du 131st Tactical Fighter Squadron

Au cours de l'été 1961, alors que la crise de Berlin se déroule, le 131st TFS est informé le 16 août de sa fédéralisation en cours et de son retour en service actif. Le 1er octobre, le 131st est fédéralisé et 730 membres sont mis en service actif.
La mission est de renforcer les forces aériennes des États-Unis en Europe (USAFE) et de se déployer sur la base aérienne de Phalsbourg-Bourscheid, en France. En France, l'unité doit fournir un soutien aérien rapproché aux forces terrestres de l'OTAN et assurer une interdiction aérienne, impliquant de garder des avions en alerte à toute heure. Entre le 28 et le 30 octobre, l'unité rejoint Phalsbourg.
À partir du 5 décembre, l'unité commence à se déployer sur la base aérienne de Wheelus en Libye pour s'entraîner au tir. Pendant son séjour en Europe, le 104th participe à plusieurs exercices de l'USAF et de l'OTAN, dont un déploiement sur la base aérienne de Leck, en Allemagne de l'Ouest, près de la frontière danoise. À Leck, les équipes au sol et de soutien des deux pays ont échangé les tâches de maintenance et de soutien opérationnel des avions.
Le 7 mai 1962, la Seventeenth Air Force (en) de l'USAFE ordonne que le 104th se replie aux États-Unis au cours de l'été. L'unité rejoint ainsi sa base en juillet 1962, le dernier de ses avions décolle d'Europe le 20 juillet.

#### L'ère du Vietnam

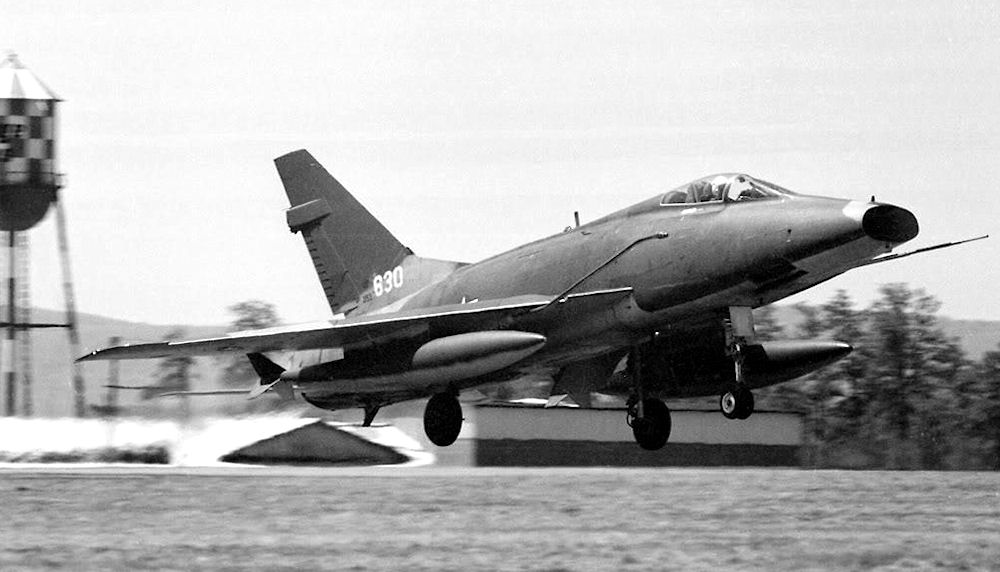
F-100D du 131st TFS

Après la crise de Berlin, l'état de préparation du 104th Tactical Fighter Group s'est considérablement amélioré dans le cadre du "concept de commandement gagnant", par lequel le Tactical Air Command de l'US Air Force est chargé de superviser la formation du Groupe.
En 1964, le 131st TFS passe du F-86H Sabre au F-84F Thunderstreak. Le F-86H est un avion viable dans l'inventaire de l'unité, les Sabres des 101st et 131st sont envoyés à la New Jersey Air National Guard (en), et les 119th et 141st TFS envoient leurs F-84F aux escadrons du Massachusetts. Le 131st utilise ses Thunderstreaks tout au long des années 1960, et bien que l'escadron ne soit pas été activé pendant la guerre du Vietnam, plusieurs de ses pilotes se portent volontaires pour des missions de combat en Asie du Sud-Est. En 1971, le 104th commence à se rééquiper avec le F-100D Super Sabre.

#### Close Air Support

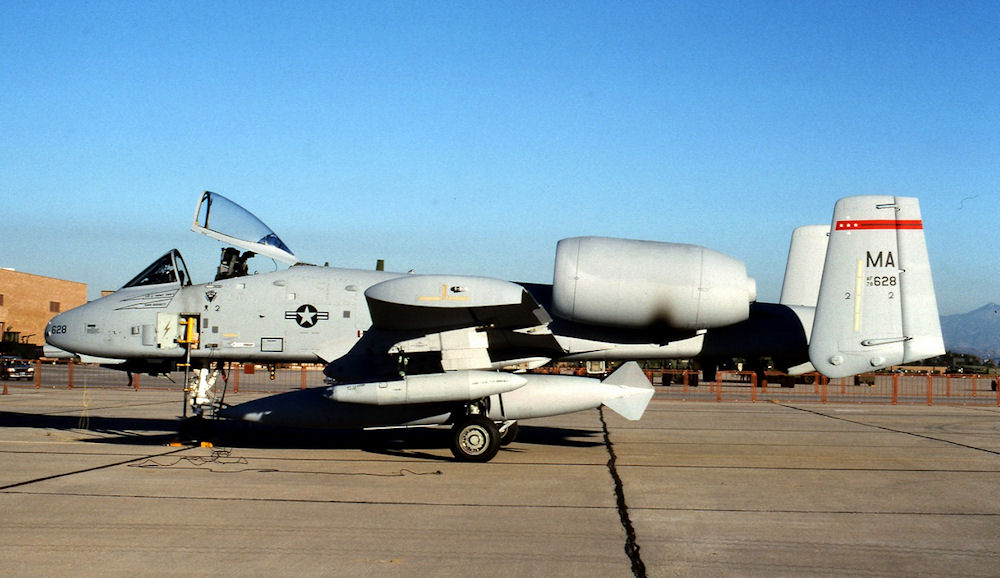
Un A-10 du 131st Tactical Fighter Squadron

En juillet 1979, les F-100 sont retirés et l'unité est rééquipée de nouveaux A-10 Thunderbolt II dans le cadre du concept "Total Force" qui équipe alors les unités des gardes nationales avec des avions de première ligne de l'USAF. C'est la première fois que le 131st reçoit de appareils de dernière génération.
Pendant la majeure partie de son existence, la Garde aérienne avait été une force de réserve à utiliser uniquement en temps de guerre. Dans les années 80, l'Air Guard fait partie intégrante des opérations quotidiennes de l'Air Force. En conséquence, la Massachusetts Air Guard participe à plus de missions. Avec la réception de l'A-10, le 104th commence un engagement au sein des forces aériennes des États-Unis en Europe (USAFE), commençant des déploiements fréquents en Allemagne de l'Ouest, en Angleterre, en Italie, en Turquie et dans d'autres bases de l'OTAN.
À la fin de la guerre froide, la Massachusetts Air National Guard est appelée à relever de nouveaux défis. L'invasion du Koweït par l'Iraq en août 1990 conduit à une réponse américaine avec des attaques aériennes, terrestres et navales dans le cadre de l'opération Desert Storm. Bien qu'aucune unité navigante de la Massachusetts Air Guard ne soit mobilisée, des unités de soutien fournissent du personnel pour renforcer les unités de l'Air Force.

### Air Combat Command
En mars 1992, avec la fin de la guerre froide, le 104th adopte le plan d'organisation des objectifs de la Force aérienne, et l'unité est renommée 104th Fighter Group. En juin, le Tactical Air Command est désactivé dans le cadre de la réorganisation de l'Air Force après la fin de la guerre froide. Il est remplacé par l'Air Combat Command (ACC). En 1995, conformément à la directive "One Base-One Wing" de l'Air Force, le 104th change de statut pour devenir une Wing, et le 131st Fighter Squadron est affecté au nouveau 104th Operations Group.

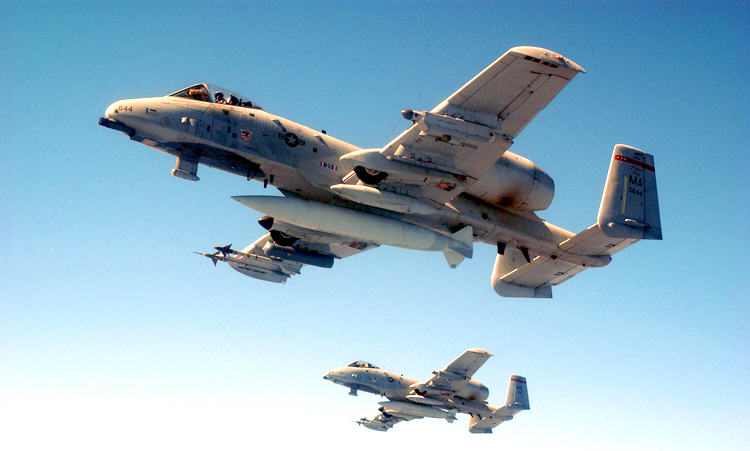
Deux A-10 du 131st Fighter Squadron.

D'août à octobre 1995, quelque 400 aviateurs de la Fighter Wing se déploient sur la base aérienne d'Aviano, en Italie, dans le cadre de la mission de l'OTAN pour repousser les forces serbes en Bosnie. C'est la première fois que le 131st Fighter Squadron effectue des sorties de combat. Quatre ans plus tard, en 1999, des éléments de la 104th sont mobilisés et effectuent des sorties au-dessus du ciel de l'ancienne République de Yougoslavie.
Au milieu de 1996, en réponse aux compressions budgétaires et à l'évolution des situations mondiales, l'Air Force commence à expérimenter les forces expéditionnaires. Le concept de la force expéditionnaire est développé pour mélanger des éléments du service actif, de la réserve et des Gardes nationales aériennes en une force combinée. Au lieu de déployer des unités entières comme lors de la guerre du Golfe en 1991, les unités expéditionnaires sont composées de personnels et d'avions provenant de plusieurs unités.
Dans le cadre de la guerre contre le terrorisme lancée en 2003, le 131st Fighter Squadron effectue des centaines de missions de combat avec ses A-10 en appui de l'armée américaine et des opérations maritimes en Afghanistan (opération Enduring Freedom) et en Irak (opération Iraqi Freedom) . Le 104th joue un rôle majeur avec son soutien aérien.

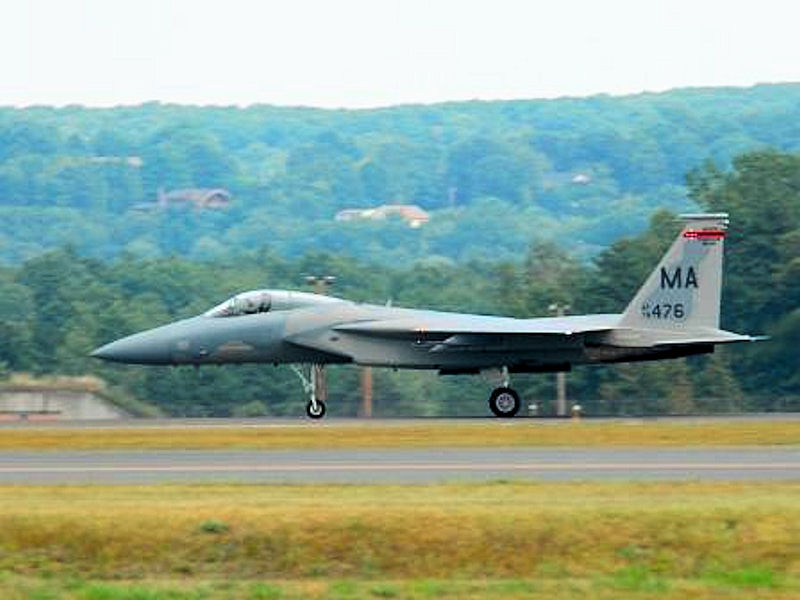
Un F-15C du 131st FS

Dans le cadre du BRAC de 2005, le département de la Défense transfert les A-10 de l'unité au 104th Fighter Squadron (en) de la Maryland Air National Guard (en), situé sur la Warfield Air National Guard Base. En retour, le 104th reçoit la mission jusqu'alors confiée la 102d Fighter Wing (en) située sur l'Otis Air National Guard Base, qui nécessite le passage de l'unité de l'A-10 au F-15 Eagle. En retour, le 102d est transformé en une unité de renseignement non navigante. Cette réorganisation marque de près de 30 ans de missions d'appui rapproché avec l'A-10. En 2007, les A-10 commencent à partir vers le Maryland et les F-15 commencent à arriver d'Otis . Fin 2007, dix-huit F-15C et un F-15D sont stationnés sur la base.
En plus de la mission de défense aérienne, les hommes et les femmes de la 104th Fighter Wing se déploient dans des missions expéditionnaires aériennes au Moyen-Orient en appui dans le cadre de l'opération Enduring Freedom. Le dernier déploiement de ce type est achevé en juillet 2012.
En mai 2013, un tiers des F-15 de la 104th Fighter Wing se rend sur l'Otis Air National Guard Base pour prendre une mission d'alerte pendant quatre à six mois, alors que la piste de Barnes faisait l'objet d'une rénovation,.
Le 27 août 2014, un avion de l'unité s'écrase au sol près d'Elliot Knob, en Virginie, juste avant neuf heures du matin. Le pilote, le lieutenant-colonel Morris "Moose" Fontenot Jr, aurait fait un appel d'urgence avant l'accident et se rendait sur la Naval Air Station Joint Reserve Base New Orleans. Les autorités ont parcouru la forêt nationale de George Washington pour tenter de trouver le pilote. Il est révélé plus tard que le pilote n'avait pas pu s'éjecter de l'avion et avait été tué instantanément.

## Lignée
- Créé en tant que 104th Fighter Group et attribué à la Garde nationale aérienne le 15 avril 1956

Activé dans la Massachusetts Air National Guard le 1er mai 1956 et reconnu par le gouvernement fédéral
Rebaptisé 104th Tactical Fighter Group le 10 novembre 1958
Rebaptisé 104th Fighter Group le 15 mars 1992
Rebaptisé 104th Fighter Wing le 1er octobre 1995

### Affectations
Air Defense Command, 1er mai 1956
Tactical Air Command, 10 novembre 1958
Air Combat Command, 1 juin 1992 - actuellement

### Commandants
1947-1956, Col. Lyle E. Halstead
1956-1963, Brig. Gen. John J. Stefanik
1963–1970, Col. Edward D. Slasienski
1970–1973, Col. John J. Sevila
1973–1978, Col. Bruno J. Grabovsky
1978–1981, Col. Myrle B. Langley
1981–1986, Col. David R. Cummock
1986–1990, Col. Alan T. Reid
1990–1995, Maj. Gen. Richard A. Platt
1995–1997, Col. David W. Cherry
1997–1999, Col. Daniel P. Swift
1999–2005, Col. Michael Boulanger
2005–2008, Col. Marcel E. Kerdavid Jr.
2008–2012, Brig. Gen. Robert T. Brooks Jr.
2012–2016, Col. James J. Keefe
2017-Juin 2018, Col. James M. Suhr
Actuellement, Col. Peter T. Green

### Composantes
- 104th Operations Group, 1er octobre 1995 - présent
- 131st Fighter-Interceptor Squadron (plus tard Tactical Fighter Squadron, Fighter Squadron), 1er mai 1956 - 1er octobre 1995

### Sites
- Barnes Municipal Airport (plus tard Barnes Air National Guard Base), 1 mai 1956 - actuellement

### Appareils
| - P-47 Thunderbolt, 1947-1951 - P-51 Mustang, 1951-1954 - F-94A, B Starfire, 1954-1957 - F-94C Starfire, 1957-1958 - F-86H Sabre, 1957–1965 - F-84F Thunderstreak, 1965–1971 | - F-100D Super Sabre, 1971–1979 - A-10 Thunderbolt II, 1979–2007 - F-15C Eagle, 2007–present |